# Pseudomeloe costipennis
Pseudomeloe costipennis is een keversoort uit de familie van oliekevers (Meloidae). De wetenschappelijke naam van de soort is voor het eerst geldig gepubliceerd in 1851 door Solier in Gay.